# Ingeniería de precisión

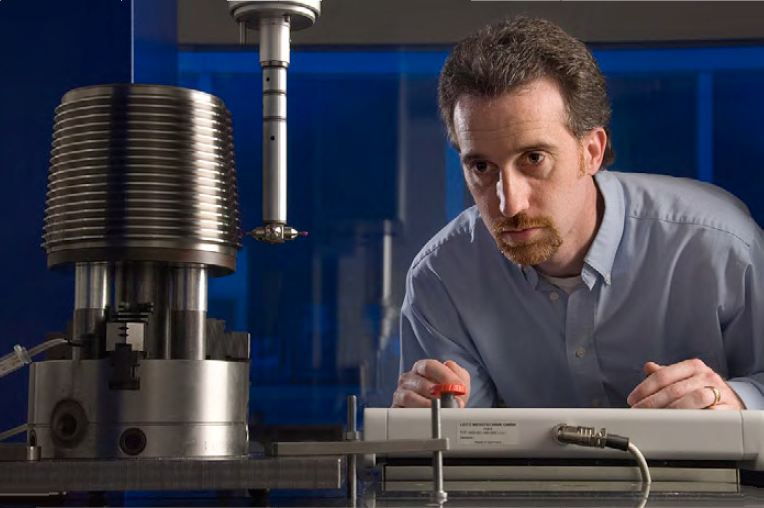
Medición de una galga maestra rotatoria API en CMM.

La Ingeniería de precisión es una subdisciplina de ingeniería eléctrica, ingeniería de software, ingeniería electrónica, ingeniería mecánica e ingeniería óptica relacionada con el diseño Las máquinas, accesorios y otras estructuras que tienen [tolerancias] excepcionalmente altas, son repetibles y se mantienen estables con el tiempo. Estos enfoques tienen aplicaciones en máquina-herramientas,  MEMS,  NEMS, optoelectrónica diseño, y muchos otros campos.

## Concepto
Uno de los principios fundamentales en la ingeniería de precisión es el del determinismo. El comportamiento del sistema es totalmente predecible incluso para movimientos a escala nanométrica. Para hacer el trabajo de manera eficiente y correcta para satisfacer sus necesidades a través de la maquinaria moderna.
- «La idea básica es que las herramientas de la máquina obedecen a las relaciones de causa y efecto que están dentro de nuestra capacidad de comprensión y control y que no hay nada aleatorio o probabilístico acerca de su comportamiento. Todo sucede por una razón y la lista de razones es lo suficientemente pequeña como para poder manejarla». 
  - Jim Bryan

- «Con esto queremos decir que los errores de máquina-herramienta obedecen a las relaciones de causa y efecto, y no varían aleatoriamente sin ninguna razón. Además, las causas no son esotéricas e incontrolables, pero pueden explicarse en términos de principios de ingeniería familiares».
  - Bob Donaldson

Los profesores Hiromu Nakazawa y Pat McKeown proporcionan la siguiente lista de objetivos para la ingeniería de precisión:
1. Crea un movimiento altamente preciso.
2. Reducir la dispersión de la función del producto o de la pieza.
3. Eliminar el montaje y promover el montaje, especialmente el montaje automático.
4. Reducir el costo inicial.
5. Reducir el coste de funcionamiento.
6. Extender la vida útil.
7. Habilitar el factor de seguridad de diseño para disminuir.
8. Mejore la intercambiabilidad de los componentes para que las partes correspondientes fabricadas por otras fábricas o empresas puedan usarse en su lugar.
9. Mejore el control de calidad a través de las capacidades de mayor precisión de la máquina y, por lo tanto, reduzca los desperdicios, retrabajo e inspección convencional.
10. Lograr una mayor vida útil / desgaste de los componentes.
11. Hacer funciones independientes entre sí.
12. Lograr mayores densidades de miniaturización y empaque.
13. Lograr más avances en la tecnología y las ciencias subyacentes.[2]